# Discaria nana
Discaria nana är en brakvedsväxtart som först beskrevs av Dominique Clos, och fick sitt nu gällande namn av B., Amp; H. och Weberb.. Discaria nana ingår i släktet Discaria och familjen brakvedsväxter. Inga underarter finns listade i Catalogue of Life.